# Dance×Mixer
Dance×Mixer（ダンスミキサー）は、音楽に合わせて3DCGキャラクターを踊らせ、ダンスステージPV風のCGアニメーションを作成するソフトウェアである。発売元は株式会社ナギサ、開発はフロントウイング。
2009年6月26日に発売され、2012年4月30日サポート終了した。

## 基本システム
キャラクターを作成し、音楽に合わせ動きを編集する。ソフト内および運営サーバで用意されているモジュールやダンスモーション、カメラワークを組み合わせるのみで簡単に作成できる。これが通常の3DCGソフトとの大きな違いである。公開後しばらくはユーザーがモデリングデータを用意することはできなかったが、2010年10月18日にユーザー作成によるアクセサリー、衣装、モーションデータを取り込む「モデル取り込みツール」が公開された（使用には、Autodesk SoftimageのMod Toolを併用する）。
使用する音楽はユーザーがデータを用意することができる。使用できるファイルフォーマットは、WAVとWMAに対応している。なお、MP3には対応していない。作成したアニメーションはPC内のコーデックを使って動画ファイルに出力できる。多パターンの動画ファイルを作成し、より凝った動画にするための素材としても利用できる。動画は動画投稿サイトへのアップロードや商業利用がライセンスされている。
アップデートがほぼ1ヶ月単位で定期的に行われており、その都度データの配信や機能の追加、不具合の修正が行われている。また、コラボレーションも行われており、それに応じた追加コンテンツを配信することがある(下記参照)。
なお、Dance×Mixerのシステムは、『初音ミク -Project DIVA-』のエディットモードや『3Dカスタム少女』といったゲームと共通する点もあるが、ゲームではなくツールとして位置づけられている。

## エディット
ユーザーによる編集は、大きくキャラクター、ドレス、ダンスの3段階に分けられる。キャラクターとドレスのプリセットとして、ぽよよんろっくがデザインしたイメージキャラクター「ぴちぴち」が用意されている。

### キャラクターエディット
基本となるキャラクターの特徴を設定するモード。
キャラクターは、顔のパーツ（目、眉、口）および頭の大きさ、体型（胸のサイズ、身長など）、髪型を変更できる。目、眉、髪、衣装、肌は色を変更可。髪型は前髪、後ろ髪、アホ毛と個別に分けて編集可能。組合せによっては、既存キャラの再現もある程度は可能である。

### ドレスエディット
キャラクターエディットで作成したキャラクターに、様々な衣装を着せたり、アクセサリーをつけたりするためのファイルを作成するモード。衣装は、下着（上・下・上下）、上着（上・下・上下）、靴、アクセサリーに分かれている。色を変更できるものも存在する。

### ダンスエディット
使用するキャラクター、衣装、BGM、キャラクターの動き、カメラの演出などを編集する総合的なモード。ダンスで使用するステージを決定し、ダンスのモーションデータや表情、口パクなどをタイムライン上に埋め込むことによって動きを作る（後にダンスモーションの補完調整が可能になり、独自のニュアンスを組むことができるようになった）。ダンスモーション間は、タイムラインに埋め込んだデータに応じて補完されて動くようになっている。最大3体のキャラクターを同時に登場させられる。ステージには単色系（いわゆるブルーバックなど）のものもあり、これを使うことで合成素材にすることができる。
リアルタイムレンダリングにより、動きを確認しながら編集が可能。また、グローエフェクトと物理演算に対応している。ただし、相応のマシンパワーが必要である。
使用するステージごとに、スポットライト、紙吹雪などのエフェクトが用意されている。
なお、カメラワークは2010年5月19日時点でのアップデートでカスタムが可能になっている。

## ダウンロードコンテンツ・コラボレーション
DLC（一部有料）として、以下のキャラクターデータが配信されている。
- 第一弾：初音ミク
- 第二弾：Megpoidのイメージキャラクタ「GUMI」
- 第三弾：「デートコース」の3キャラクター
- 第四弾：ゲーマガオリジナルガールズユニット「me to me」(「立花ミカ」「西園寺雅」、キャラクターデザイン：杏仁豆腐)

本ソフトとコラボレーションを結んだ、雑誌やウェブサイトにより特設ページや企画が立てられているところもある。
歌手のステファニーによるセルフタイトルアルバムの発売に際し、タイアップ曲「Forever」が収録され、藤島康介が彼女をモチーフとして作成したキャラクター「ステファニー」も収録されている。ゲーム会社であるPRODUCTION PENCILが行う記念ライブに際しては緊急アップデートを行い、会社ブランドが開発したキャラクターを作成できるようにするためのデータが配信された。
DLC第四弾である「me to me」は、前述通り雑誌ゲーマガの企画の一つで、ユニットにまつわる曲やPV、ボイスドラマも展開されている。

## スタッフ
- プロデューサー：山川竜一郎
- キャラクターデザイン：ぽよよんろっく
- テーマソング「恋のタイムマシン」・キャラクターヴォイス：田村ゆかり

## 動作環境
- OS：Windows XP / Vista
- CPU：Pentium 4 2.4GHz以上
- メモリ：空きメモリー 1.0GB以上
- グラフィック：NVIDIA GeForce6シリーズ以上
- VRAM：256MB以上
- ネットワーク：インターネット環境必須
- メディア：DVD-ROM